# Gottes Wege sind blutig
Gottes Wege sind blutig (Originaltitel Pilgrimage, engl. „Pilgerfahrt“ oder „Wallfahrt“) ist ein irischer Abenteuerfilm von Brendan Muldowney, der am 23. April 2017 im Rahmen des Tribeca Film Festivals Premiere hatte und am 7. September 2017 in deutscher Sprache direkt auf BluRay veröffentlicht wurde.

## Handlung
Anfang des 13. Jahrhunderts, dem Höhepunkt des Hochmittelalters, beherrscht die römisch-katholische Kirche einen Großteil der bekannten Welt. Der große Einfluss des Christentums ist an den Kathedralen zu erkennen, die sich überall in Europa finden.
Der Zisterziensermönch Bruder Geraldus legt mit seinem Schiff an einer Insel in Irland an, um in einem katholischen Kloster die dort lebenden, irisch sprechenden Brüder zu überzeugen, eine heilige Reliquie herauszugeben, die er zum Vatikan bringen möchte, der beabsichtigt, einen weiteren Kreuzzug in Richtung Jerusalem zu beginnen. Bei der Reliquie handelt es sich um einen Stein, der bei dem Martyrium des heiligen Matthias, des dreizehnten Apostels, eine Rolle spielte. Im Lauf der Jahrhunderte ist Irland von den Stammeskriegen und dem wachsenden Einfluss normannischer Eindringlinge zerrissen worden.
Gemeinsam begeben sie sich mit dem Artefakt widerwillig nach Rom, unter ihnen Bruder Ciaran, Bruder Cathal, Bruder Rua, der stumme Laienbruder und der junge Novize Diarmuid, der bislang nicht mehr als ihre Abtei gesehen hat. Auf ihrer Pilgerfahrt nach Rom kreuzen rivalisierende Clans und normannische Eroberer ihren Weg. Ein Blutvergießen bleibt unvermeidbar.

## Produktion

### Stab und Besetzung

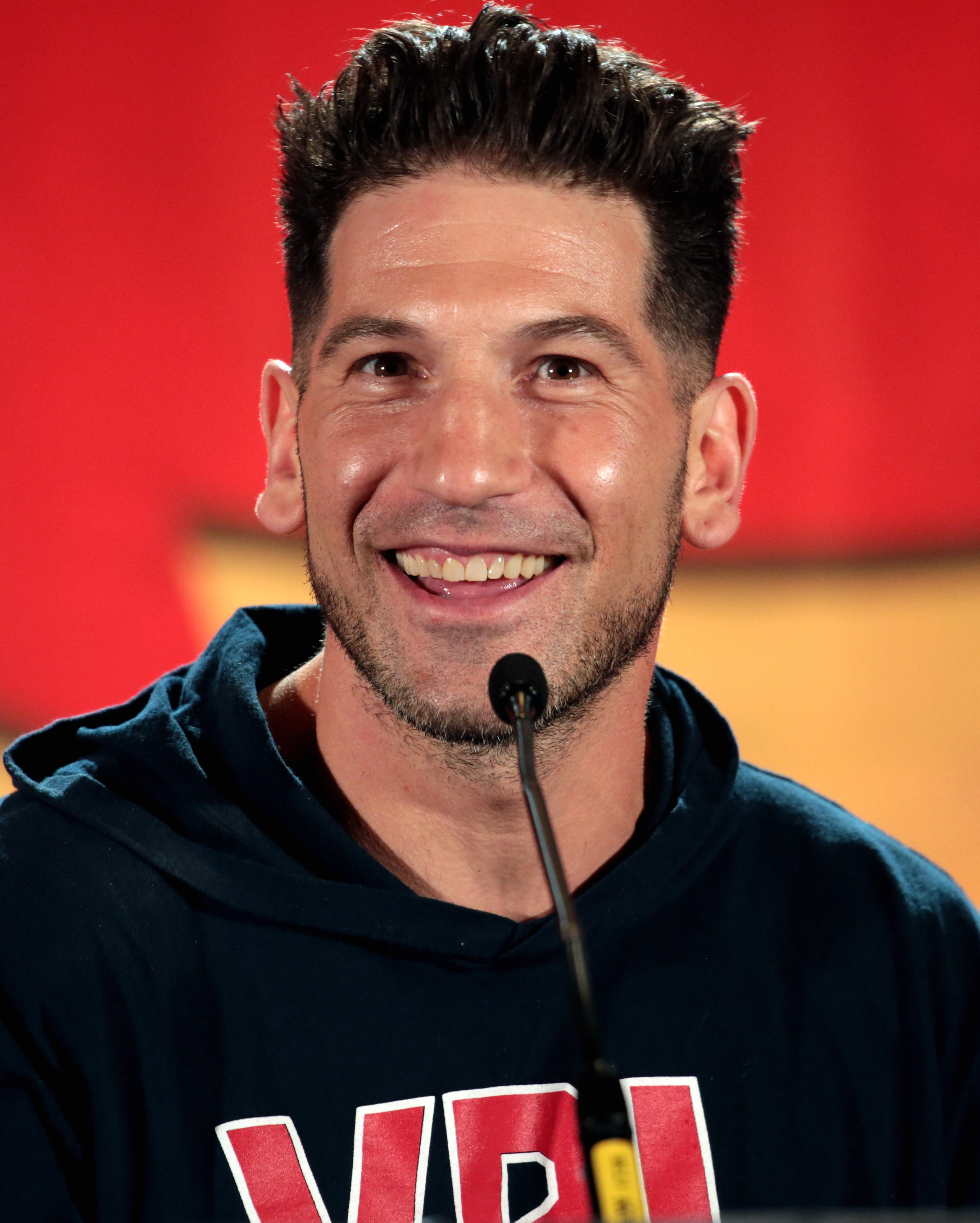
Jon Bernthal, hier auf der Phoenix Comicon 2017, spielt The Mute, einen stummen Bruder

Regie führte Brendan Muldowney. Das Drehbuch schrieb Jamie Hannigan.
Richard Armitage übernahm die Rolle von Raymond De Merville und Stanley Weber die des Zisterziensermönches Bruder Geraldus. John Lynch spielt Bruder Ciaran, Hugh O’Conor Bruder Cathal, Rúaidhrí Conroy Bruder Rua, und Jon Bernthal übernahm die Rolle von The Mute, dem stummen Bruder. Tom Holland ist in der Rolle des Novizen Diarmuid zu sehen. Lochlann Ó Mearáin übernahm die Rolle von Lopsided, Éric Godon spielt Baron de Merville und Tristan McConnell Dugald.

### Dreharbeiten und Filmmusik
Die Dreharbeiten fanden in den belgischen Ardennen und in Clonbur im County Galway und im County Mayo in Irland statt. Als Kameramann fungierte Tom Comerford. Die Produktionskosten beliefen sich auf rund 4,75 Millionen Euro.
Die Filmmusik wurde von Stephen McKeon komponiert. Ende März 2018 wurde der Soundtrack zum Film, der 25 Musikstücke umfasst, von MovieScore Media als Download veröffentlicht.

### Veröffentlichung
Der Film hatte am 23. April 2017 im Rahmen des Tribeca Film Festivals Premiere. In dieser Zeit wurde ein erster Trailer zum Film veröffentlicht. Ab 24. Juni 2017 wurde der Film beim Edinburgh International Film Festival gezeigt und ab 13. Juli 2017 im Rahmen des Galway Film Fleadh vorgestellt, bevor er am 14. Juli 2017 in die irischen Kino kam. Am 11. August 2017 kam der Film in die US-Kinos.
In deutscher Sprache wurde der Film am 7. September 2017 direkt auf BluRay veröffentlicht.

## Rezeption

### Kritiken
David Crow von Den of Geek lobt die Art und Weise, mit der im Film das Bild eines mittelalterlichen Irlands gezeichnet wurde und man sich hierbei um Genauigkeit bemühte. Besonders hebt Crow den Umgang mit den verschiedenen Sprachen hervor, wenn Muldowney im Film die irischen Mönche und die normannischen Ritter Irisch und ein modernes Französisch sprechen lässt.
Der Film wurde bislang von 68 Prozent der von Rotten Tomatoes erfassten Kritiker positiv bewertet.

### Auszeichnungen
Dublin Film Critics’ Circle Awards 2017
- Nominierung als Bester irischer Spielfilm[9]

Irish Film and Television Academy’s Film and Drama Awards 2018
- Nominierung für die Beste Kamera (Tom Comerford)
- Nominierung für die Besten Kostüme (Leonie Prendergast)
- Auszeichnung für die Beste Filmmusik (Stephen McKeon)[10]